# Авалокітешвара

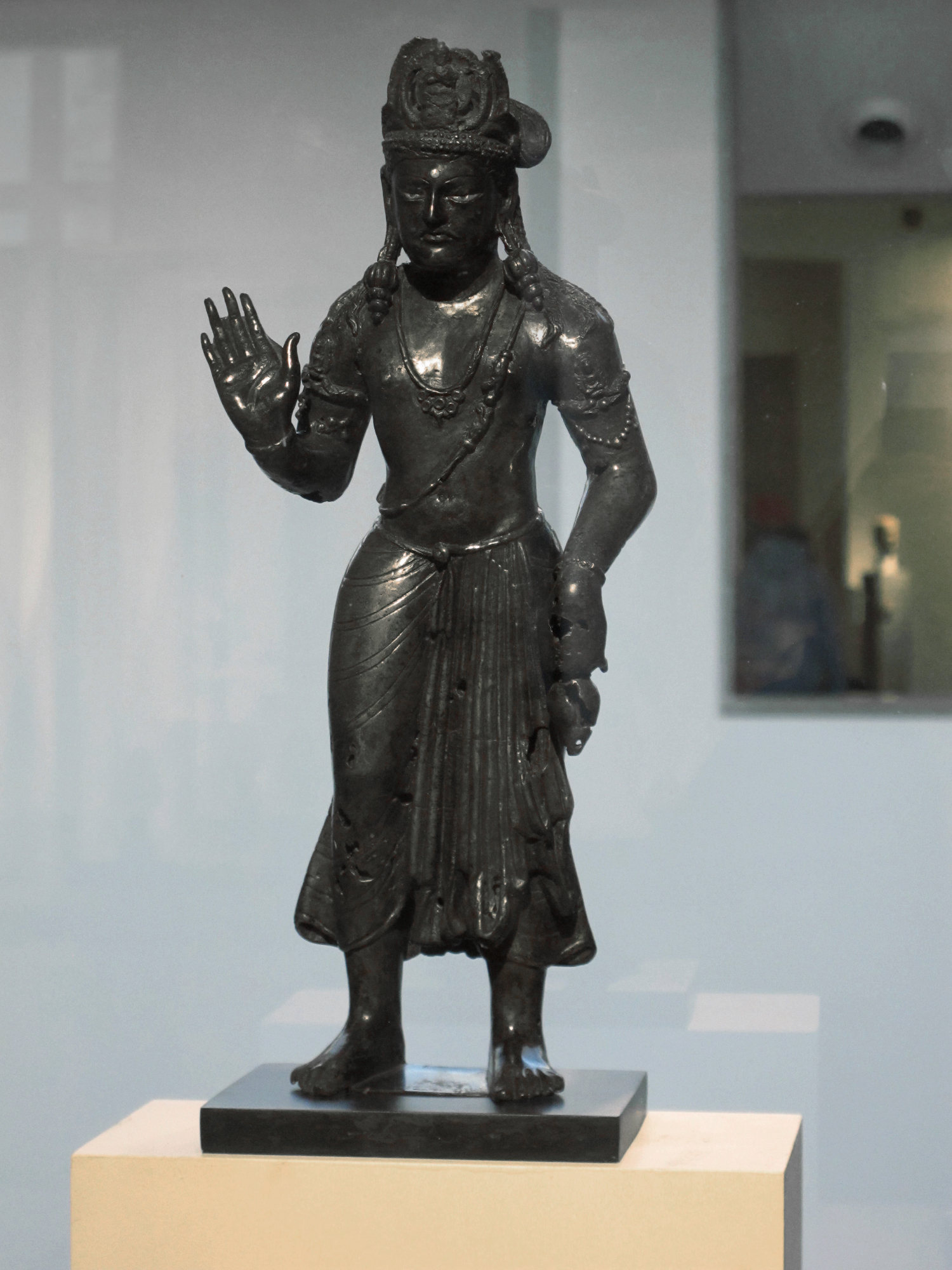
Гандхарська бронза Авалокітешва́ра. Музей мистецтв Азії Гіме.

Авалокітешва́ра, Ченрезі́г, Ґуа́нь І́нь(Кван Жін), Канно́н — бодгісаттва, втілення безмежного милосердя усіх будд. Поза країнами буддійського ареалу відома як «богиня милосердя».

## Короткі відомості
Відповідно до доктрини махаяни, Авалокітешвара є бодгісаттвою, що дав велику обітницю вислухати молитви всіх істот, які володіють природою будди і звертаються до нього в години страждань. Він відмовлятиметься від власної сутності будди доти, поки не допоможе кожній істоті досягти нірвани. Традиційно з Авалокітешварою пов'язують Сутру Серця і деякі пасажі Сутри Лотоса.
Легенда твердить, що коли Авалокітешвара досяг просвітлення, то побачив, як сильно страждають істоти, які перебувають у колі перероджень сансари. Він був настільки сильно вражений цим, що його голова від болю розірвалася на 11 частин. Але боги вирішили, що так не повинно бути і «зібрали» її назад.
Одним з головних атрибутів Авалокітешвари в Індії та Тибеті є 6-складова мантра: «Ом мані падме хум», через що бодгіставу інколи називають Шадакшарі, «Пан шести складів». Інша мантра, яка є популярною у Східній та Південно-Східній Азії і базується на «Сутрі Милосердя», складається з 84 складів і називається «Мантрою великого милосердя». У ній пояснються походження і значення моління до Авалокітешвари.
Авалокітешвара часто зображується білим з багатьма руками. Його перші дві руки складено разом біля серця в жесті, який благає всіх будд і бодгісаттв турбуватися й заступатися за всіх живих істот, та позбавляти їх від страждання. У них він тримає «Коштовність, що виконує бажання»— символ просвітленої душі. У своїй іншій правій руці Авалокітешвара тримає вервицю, яка зроблена з кришталю і символізує його здатність звільняти всіх істот з кола перероджень шляхом начитування шестискладової мантри «Ом мані падме хум». У своїй лівій руці він тримає стебло синього лотоса утпала, що уособлює його бездоганність і милосердя. Квітка утпала і два бутони, що повністю розцвіли, показують, що милосердна мудрість Авалокітешвари пронизує минуле, сьогодення і майбутнє. На ліве плече Авалокітешвари накинута шкура дикого оленя, котра символізує добрий і ніжний характер бодгісаттви та його здатність підпорядковувати помилки.

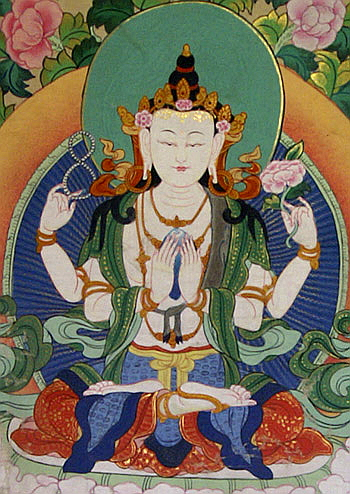
Ченрезіг — тибетський Авалокітешвара.
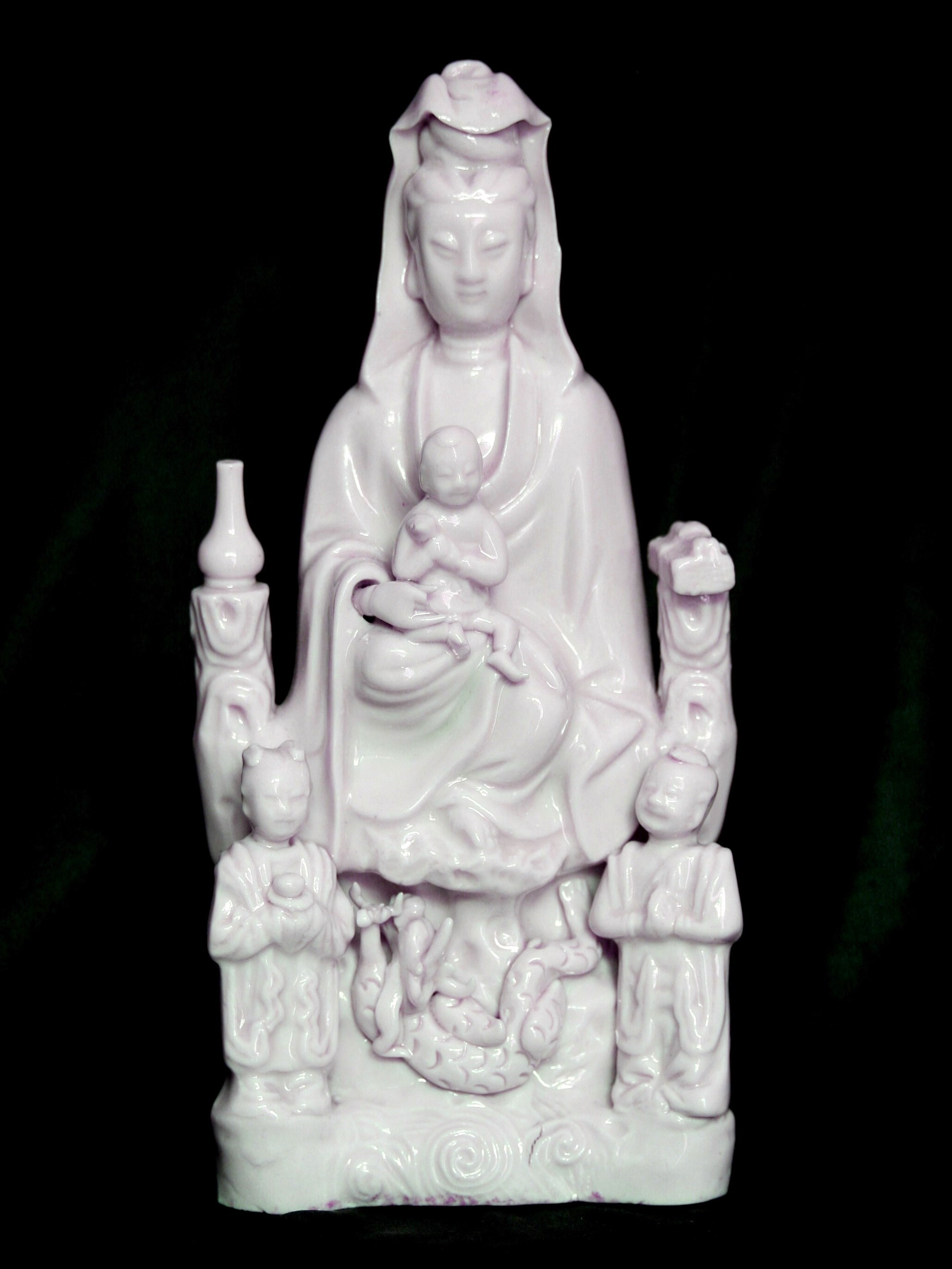
Марія-Каннон — християнська скульптура.
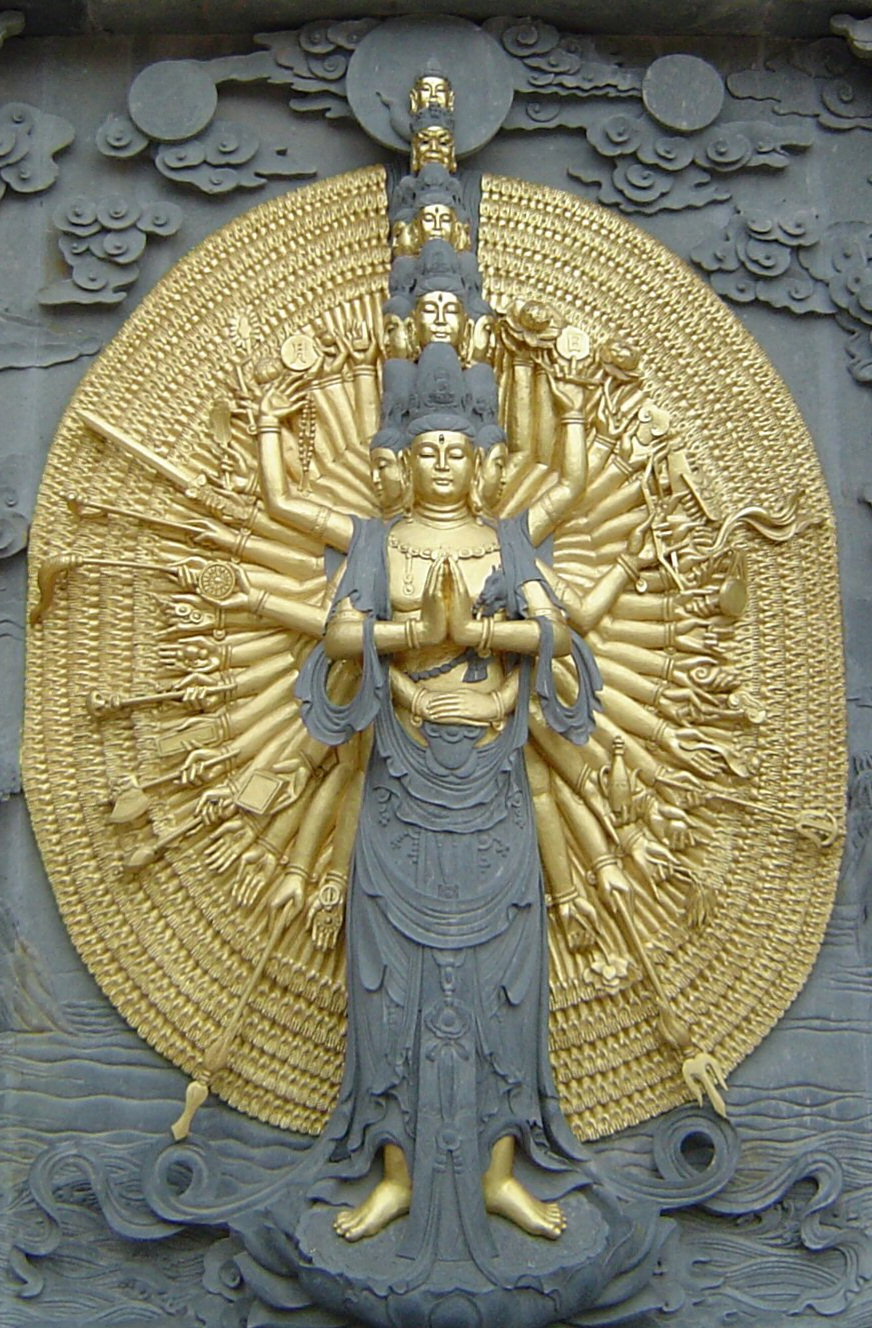
Тисячорука Каннон.
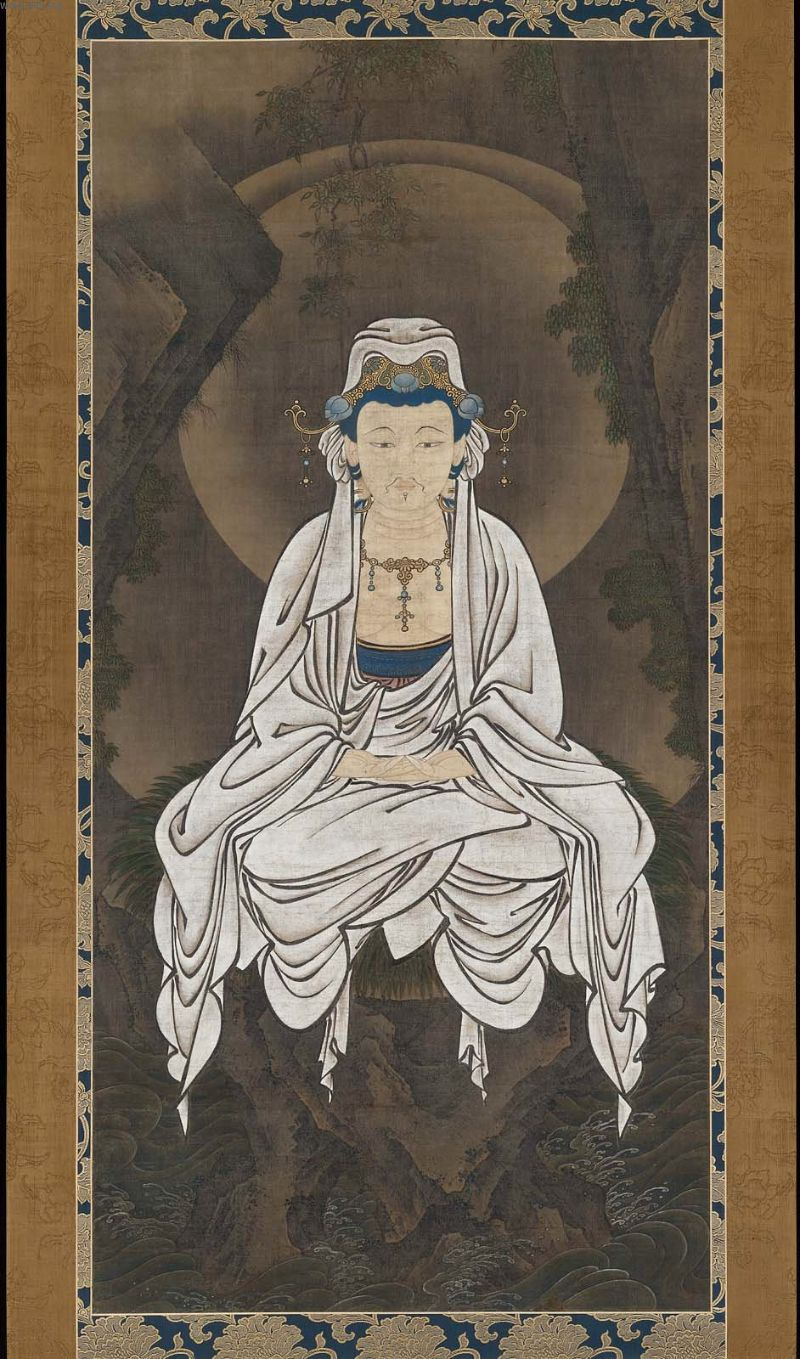
Бодхісаттва милосердя школи Кано

## Мантра Авалокітешвари

ОМ МАНІ ПАДМЕ ГУМ, тибетське написання

Найвідомішою мантрою Авалокітешвари вважається:
OM MANI PADME HUM
ОМ МАНІ ПАДМЕ ГУМ

## Ґуаньїнь
Див. докладніше Ґуаньїнь
Основним джерелом інформації про форми Ґуаньїнь є «Саддхмапундаріка-сутра», в якій описуються 32 основні подоби цієї бодхісаттви. У Китаї в текстах проповідей найчастіше фігурують брахман і воїн (цзіньган). У буддійській традиції бодхісаттва Гуань-шіїнь займає одне з центральних місць. Її ім'я зазвичай перекладається як «Звуки світу, які сприймаються». Канон зображує Бодхісаттву в жіночій подобі (ця традиція виникла не раніше XIV століття), що є спадщиною добуддійських уявлень про Гуань-інь, але за традицією бодхісаттви не мають статі. Існує легенда про Мяошань, дочку володаря однієї з південнокитайських держав, яка за своє праведне життя отримала титул «так ци да Бей цзю ку цзю нань на мо лін гань Гуань ши інь Пусан», тобто "премилосердний, який рятує від мук і лих, надає притулок, чудотворний володар світу Бодхісаттв ". У китайському буддизмі існують дві основні школи, практика яких тісно пов'язана з ім'ям бодхісаттви Гуань-шіїнь — школа Тяньтай і школа Цзінту (чиста земля).
Найчастіше Гуаньїнь зображують із чотирма руками, вісьмома руками і одинадцятьма обличчями, тисячорукого, хоча канонами передбачаються і складніші зображення, аж до 84 000-рукого і 84 000-ликого (але вони практично не зустрічаються).
Звичайні атрибути: глечик з гілкою верби, мотузка (символ порятунку від бід), книга («Праджняпараміта»), чотки, посох, тризуб, спідниця з тигрової шкури (символ безстрашності).
У тисячорукого зображення на кожній долоні є очі: ними бодгісаттва бачить одночасно всіх, хто знаходиться в біді в незліченних світах Всесвіту, цими руками вона їх рятує.
Гуань-інь часто виступає під ім'ям Ґуань-цзіцзай, як у милостивому, так і в грізному прояві.
У вигляді борця зі злом, в міфах і легендах, Гуань-інь нерідко з'являється в парі з Ерланшенєм.

## Цікаві факти
- В Японії 17 століття, часів гонінь на християнство, образ Авалокітешвари використовувався підпільними християнами як образ Діви Марії.
- Назва міжнародної компанії Canon походить від японського імені Авалокітешвари — Каннон.